# 張勳
張勳（1854年12月14日—1923年9月12日），原名张和，字少軒，號松壽老人，中國江西南昌府奉新縣赤田村人。清末民初將領。清朝官至江南提督，護理兩江總督，民国時，为長江巡閱使、定武上將軍。擁戴宣統帝復辟后获封忠勇亲王，是清朝以及中国历史上的末任亲王。
1912年，宣統退位，民國建立，張勳在民國建立後仍忠於清室，刻意不剪髮辮，故綽號辮帥，1914年袁世凯委任张勋为定武上将军，1915年张勋改所统「武卫前军」为「定武军」，此軍為了表示忠於清朝，都不剪辫子，所以又称为辫子军、辫军。
1917年張勳發動政變，擁戴宣統帝復辟，自任政務總長（即總理、首相）、直隸總督、北洋大臣、首席議政大臣，領忠勇亲王之爵位，史稱張勳復辟，但被段祺瑞討伐而失敗，張勳避居天津租界，定武军也被撤銷番號。1918年北洋政府將張勳特赦，又任其「全國林墾督辦」，張勳不就。
1923年病逝，遜清小朝廷賜谥忠武，称忠武亲王。

## 經歷
张勋生于江西省奉新县赤田村，父母早丧，1884年（光绪十年）在长沙入伍。中法戰爭隨潘鼎新至廣西，歷保至副將，后隶广西提督苏元春部。
1894年中日甲午战争爆发，随四川提督宋庆调驻奉天。
1895年（光绪二十一年）改隶袁世凯，任新建陆军工程营管带（相當於营长），行营中军（相當於近衛隊官）。后随袁世凯到山东镇压拳匪。
1899年，升至总兵。
1901年，调北京，宿卫端门御前护卫，多次担任慈禧太后、光绪帝侍衛官。

### 辛亥革命
1911年（宣统三年）10月3日，任江南提督。10月10日，革命黨發動武昌起義，兩江总督張人駿调張勳江防營入守江寧（江蘇南京），防备陆军第九镇新军起义。11月4日，新军起义，被清軍擊退，革命军重整后，於12月2日攻陷南京，張勳退走。12月7日清廷開放髮型，取消強制剃髮留辮，「聽軍民自便」，張勳为表示忠于清廷，本人及所部定武军均留发辫，人称“辫帅”，所部士兵，人称“辫子军”、“辫军”。12月26日，張勳率本部3,000餘人，加上山東清軍3,000人及馬隊300人，與安徽布政使兼會辦河南軍務倪嗣冲，以津浦鐵路為重點，進擊南京:45。
1912年1月，護理两江总督。22日，張勳率軍攻佔颍州、盱眙、亳州、宿遷、正陽關、宿州、固鎮、壽州等:45。1月上旬，廣東北伐軍於下關誓師，渡江北上，由李濟深到浦口籌建司令部，高級參謀林震為前敵總指揮，1月27日，粵軍於固鎮大敗張勳軍，追趕數十里，清軍退向徐州。后張勳要求停戰協商，2月10日，雙方代表於符離集車站會談，張勳代表不同意自徐州北退一百里外，和談破裂:45。北伐軍進迫徐州，追至徐州以北三十里，張勳經兗州逃到濟南:45。12日，清帝退位。

### 二次革命
1913年，袁世凯任大总统后，所部改称「武卫前军」，驻兖州，張勳心中仍效忠清室，故禁其部曲剪辫。二次革命爆发，7月17日，授陆军上将衔，19日，任江北镇抚使，奉袁世凯命，率部往江寧镇压讨袁军。9月1日，張勳攻下江寧，3日，袁世凯即命为江苏都督，但因軍兵入城后，杀人抢掠，更有日本侨民三人被杀，酿成中日外交风波，日本派军舰至南京施压，28日，張勳身穿清朝官服，到南京日本领事馆道歉。12月16日，袁世凯命馮国璋署江苏都督，張勳改任长江巡阅使。
1914年6月30日，裁撤各省都督，于北京建将军府，袁世凯授张勋为定武上将军，兼长江巡阅使。

### 徐州會議
1915年12月21日，袁世凯意图称帝，封赏各省军民政长官，授张勳为一等公。
1916年4月10日，张勳以长江巡阅使兼署督理安徽军务，他虽是安徽督军，却留在江苏徐州，不驻于安慶（省会），8月時，江苏督军冯国璋曾下逐客令，张勳竟答道：“江苏为長江流域之一，本人既兼任长江巡阅使，则江苏亦为势力范围”。是年5月下旬，张勳与馮国璋、倪嗣二人邀请各省代表到南京会议，商讨解決护国战争办法，但会议不成功，张勳再请各代表到徐州商议，密筹成立同盟，于6月9日代表各省提出要纲十条。自8月起，他不断地抨击国会，要求审查议员资格，9月13日，张勳联合倪嗣冲、桂题、张作霖等共13名督军，反对政府任命张耀曾为司法总长，毫不讳言武人干政。22日，張勳提出议案八条，与十多省代表在徐州会商，25日，他和倪嗣冲等数十人聯名电请北京政府，阻止唐绍仪出任外交总长。

### 宣統復辟
1917年3月，北京段祺瑞政府决定与德国断交，张勳表示反对。5月，段祺瑞为向德国宣战一事，再与大总统黎元洪争执，黎元洪撤除段祺瑞总理职务，二人争相拉拢张勳进京调停，张于是趁机联合康有为等保皇党人，以调解府院之争为名，率兵入京，解散国会，驅逐黎元洪。7月1日，与康有为拥立溥仪复辟，重建帝制，被溥仪任为议政大臣兼直隶总督、北洋大臣，史称“张勋复辟”，「丁巳復辟」等。7月12日，皖系军阀段祺瑞率“讨逆军”击败张勋。张勋逃入荷兰驻华公使馆。溥仪退位后，张勋被民國政府通缉，逃至天津德租界。
1918年5月，张作霖、李纯、陈光远纷纷请求特赦张勋。10月23日，张勋获得新任大总统徐世昌赦免，他蛰居天津德租界6号（今河西区浦口道6号）寓所，專心經營實業。后徐世昌授予張勳“全國林墾督辦”的官銜，未就職。
1923年9月12日，張勳在天津病逝，终年68岁，葬在家鄉奉新縣赤田村，獲遜清小朝廷赐谥“忠武”，称忠武亲王。
。

## 末代亲王

大清帝国（溥儀復辟）国旗黄龙旗（1917年）

1917年7月1日成立復辟內閣。溥仪封张勋为忠勇亲王，黎元洪為一等公。授張勳（政務總長兼首席議政大臣）、王士珍、陳寶琛、梁敦彥、劉廷琛、袁大化、張鎮芳為議政大臣，萬繩栻、胡嗣瑗為內閣閣丞。
授梁敦彥外務部尚書、雷震春陸軍部尚書、朱家寶民政部尚書、張鎮芳度支部尚書、王士珍參謀部尚書。
授徐世昌、康有為為弼德院正、副院長。
授張勳為直隸總督、北洋大臣，馮國璋為兩江總督、南洋大臣，陸榮廷為兩廣總督，並以曹錕等為各省巡撫、提督。

## 评价
- 1913年11月，张勋任中国孔教会名誉会长，康有为任总会会长，陈焕章为主任干事。

- 张勋通过刘廷琛与居住在青岛支持清朝复辟的德国传教士卫礼贤保持良好关系，卫礼贤曾建议溥仪娶一名德国皇室公主为“皇后”，这样德国就有理由公开支持宣统复位。由于溥仪老师陈宝琛等人反对，这一主张未能实施。[註 1][33]。张勋还派密使见德驻上海总领事克里平（Hubert Knipping）表示对德取友好政策。1917年，张勋反对中国對德斷交與宣战。

- 中國國民黨總理孙中山：“清室逊位，本因时势。张勋强求复辟，亦属愚忠，叛国之罪当诛，恋主之情自可悯。文对于真复辟者，虽以为敌，未尝不敬之也。”[34]

- 江西护军欧阳武：“戴髮效孤忠，无言不酬，无德不报；丹心照千古，其生也荣，其死也哀。”

## 延伸阅读
[在维基数据编辑]
 《清史稿·卷473》，出自趙爾巽《清史稿》
 在维基共享资源阅览影像、分类